# Анастасино (Красноярский край)
Анастасино — посёлок в Манском районе Красноярского края. Входит в состав Колбинского сельсовета.

## География
Посёлок находится в центральной части края, в лесостепной зоне, на берегах реки Колбы, на расстоянии приблизительно 68 километров (по прямой) к юго-западу от Шалинского, административного центра района. Абсолютная высота — 468 метров над уровнем моря.
Климат
Климат характеризуется как резко континентальный, с продолжительной морозной зимой и коротким тёплым летом. Средняя температура воздуха самого тёплого месяца (июля) составляет 19,1 °C (абсолютный максимум — 36 °C); самого холодного (января) — −18,2 °C (абсолютный минимум — −53 °C). Продолжительность безморозного периода не превышает 83 дней. Среднегодовое количество атмосферных осадков составляет 454 мм, из которых 369 мм выпадает в период с апреля по октябрь.

## Население
| 2010 |
| ---- |
| 219  |

Половой состав
По данным Всероссийской переписи населения 2010 года в гендерной структуре населения мужчины составляли 50,7 %, женщины — соответственно 49,3 %.
Национальный состав
Согласно результатам переписи 2002 года, в национальной структуре населения русские составляли 84 % из 321 чел.